# Strictly Physical (album)
A Strictly Physical a második albuma a német Monrose nevű triónak. Az albumot a Starwatch és a Warner Music Group adta ki 2007. szeptember 21-én Nyugat-Európában és 2007. október 8-án Közép- és Kelet-Európában.
Fő producerek a Remee produkciós társaság és Thomas Troelsen, de közreműködött még a Jiant produkciós társaság, a Snowflakers, valamint Peter Biker és Pete "Boxsta" Martin. 2008 januárjában a Strictly Physical elérte a dupla arany státuszt több, mint 110 000 eladott példánnyal.

## Az albumról

### Indulás
Az album a második helyen debütált a német Media Control albumtoplistán, Ausztriában és Svájcban. Az albumról eddig három dalt adtak ki kislemez formájában. Az első kislemez, a Hot Summer lett az együttes második #1 dala Ausztriában, Németországban és Svájcban, és a leggyakrabban eladott lemez a német online zeneáruházakban, de szép sikereket ért meg el Skandináviában, Közép- és Kelet-Európában, valamint a Benelux-államokban. A "Strictly Physical" lett az első, amely bejutott a lengyel top 50-be. Eddig a Monrose összes dala bejutott a német top 10-be. A "What You Don't Know" nagyot hanyatlott a svájci top 20-ban.

### Feldolgozás
A "Just Like That" c. szám az Olive együttes egyik 1996-os dalának , "You're Not Alone"-nak a feldolgozása.

## Dallista
1. "Dangerous" (Remee, Thomas Troelsen) – 3:18
2. "Hot Summer" (Remee, Thomas Troelsen) – 3:30
3. "Strictly Physical" (Tim Hawes, Pete Kirtley, Christian Ballard, Obi Mhondera, Andrew Murray) – 3:40
4. "Rebound" (Pete Martin, Tina Harris, Stephen Lee) – 3:39
5. "What You Don't Know" (Mattias Lindblom, Billy Mann, Anders Wollbck) – 3:45
6. "Leading Me On" (Hallgeir Rustan, Robin Jensen, Pelle Lidell, Nermin Harambasic, Anne Judith Wik, Ronny Svendsen) – 4:00
7. "Golden" (Grant Black, Kyösti Salokorpi) – 3:07
8. "Sooner Or Later" (Remee, Thomas Troelsen) – 2:45
9. "Just Like That" (Tim Kellett, Robyn Taylor-Firth, Remee, Peter Biker) – 4:19
10. "Yesterday's Gone" (Tim Hawes, Pete Kirtley, Christian Ballard, Andrew Murray) – 3:26
11. "Burning" (Remee, Thomas Troelsen) – 4:11
12. "Monrose Theme" (Remee, Thomas Troelsen, Senna Guemmour, Bahar Kizil, Mandy Capristo) – 3:46
13. "Everybody Makes Mistakes" (Christian Ballard, Deborah French, Grant Black, Andrew Murray) – 3:55

Musicload bonus track
1. "Say Yes" (Hallgeir Rustan, Robin Jensen, Nermin Harambasic, Anne Judith Wik, Ronny Svendsen) - 3:56

Nemzetközi bonus trackek
1. "Shame" (Tim Hawes, Pete Kirtley, Christian Ballard, Andrew Murray) - 3:29
2. "Even Heaven Cries (Robbie Nevil, Philip Denker, Lauren Evans, Jonas Jeberg, Jens Lumholt) - 3:00

## Toplisták
| Toplista (2006)                 | Csúcshelyezés | Minősítés |
| ------------------------------- | ------------- | --------- |
| Osztrák Albumtoplista           | 7             | Arany     |
| Német Albumtoplista             | 2             | 2x Arany  |
| Svájci Albumtoplista            | 6             |           |
| Lengyel albumtoplista           | 55            |           |
| U.S. Billboard European Top 100 | 11            |           |

## Zenekar
- Christian Ballard - dobok
- Tim Hawes - gitár
- Pete Kirtley - basszus
- Andrew Murray - szintetizátor
- Thomas Troelsen - -||-